# Adolf Küry
Adolf Küry (Basilea, 21 luglio 1870 – Berna, 26 novembre 1956) è stato un vescovo vetero-cattolico svizzero.

## Biografia
Dopo aver frequentato il liceo a Basilea e lo studio della Teologia vetero-cattolica a Berna e Bonn, fu parroco di Starrkirch-Dulliken nel 1893, di Lucerna tra il 1896 e il 1906, e nella Chiesa dei Domenicani di Basilea tra il 1906 e il 1924. Oltre al suo lavoro come redattore della "Rivista ecclesiastica internazionale" e dal 1915 e anche suo direttore, si laureò nel 1915 e dal 1924 divenne professore di Storia della Chiesa, Diritto Canonico e, dal 1933 Liturgia presso la Facoltà teologica cattolica cristiana dell'Università di Berna. Nel 1924, fu anche eletto Vescovo della Chiesa cattolica cristiana svizzera. Il 14 settembre, nella stessa funzione in cui fu consacrato vescovo il cecoslovacco Alois Pašek, fu consacrato dall'arcivescovo di Utrecht Franciscus Kenninck. In questa veste consacrò Adalbert Schindelar nella Cattedrale dei Santi Pietro e Paolo di Berna, dando in questo modo la successione apostolica alla Chiesa vetero-cattolica d'Austria. L'8 maggio 1935 fu consacratore del vescovo tedesco Erwin Kreuzer. Küry continuò la politica del suo predecessore, promosse l'ecumenismo e mantenne buoni rapporti con la Chiesa anglicana e con la Chiesa ortodossa. A livello internazionale fu segretario dal 1913 al 1938 dei Congressi vetero-cattolici internazionali, dal 1924 al 1955 fu segretario della Conferenza episcopale vetero-cattolica internazionale dell'Unione di Utrecht e partecipò alle Conferenze mondiali di Stoccolma, Losanna, e parte di quella di Edimburgo. Suo figlio Urs, avuto da Bertha Disteli, divenne suo successore come vescovo.

## Genealogia episcopale
La genealogia episcopale è:
CHIESA CATTOLICA
- Cardinale Scipione Rebiba
- Cardinale Giulio Antonio Santori
- Cardinale Girolamo Bernerio, O.P.
- Arcivescovo Galeazzo Sanvitale
- Cardinale Ludovico Ludovisi
- Cardinale Luigi Caetani
- Vescovo Giovanni Battista Scanaroli
- Cardinale Antonio Barberini iuniore
- Arcivescovo Charles-Maurice le Tellier
- Vescovo Jacques Bénigne Bossuet
- Vescovo Jacques de Goyon de Matignon
- Vescovo Dominique Marie Varlet

CHIESA ROMANO-CATTOLICA OLANDESE DEL CLERO VETERO EPISCOPALE
- Arcivescovo Petrus Johannes Meindaerts
- Vescovo Johannes van Stiphout
- Arcivescovo Walter van Nieuwenhuisen
- Vescovo Adrian Jan Broekman
- Arcivescovo Jan van Rhijn
- Vescovo Gisbert van Jong
- Arcivescovo Willibrord van Os
- Vescovo Jan Bon
- Arcivescovo Johannes van Santen

CHIESA VETERO-CATTOLICA
- Vescovo Hermann Heykamp
- Vescovo Gasparus Johannes van Rinkel
- Arcivescovo Gerardus Gul
- Vescovo Henricus Johannes Theodorus van Vlijmen
- Arcivescovo Franciscus Kenninck
- Vescovo Adolf Küry

## Collegamenti
- Vetero-cattolicesimo